# Conopsis nasus
Espèce
Synonymes
- Oxyrhina maculata Jan, 1862
- Gyalopion atavus Leviton & Banta, 1961

Statut de conservation UICN

 LC  : Préoccupation mineure
Conopsis nasus est une espèce de serpents de la famille des Colubridae.

## Répartition
Cette espèce est endémique du Mexique. Elle est présente entre 1 515 et 2 950 m d'altitude.

## Description
Conopsis nasus est une espèce ovipare. Son dos est couleur cannelle clair et présente une ligne vertébrale composée de taches hexagonales qui peuvent être bordées de deux rangées de petites taches. Son ventre est jaunâtre et tacheté de noir. Sa taille varie entre 100 et 320 mm.

## Liste des sous-espèces
Selon The Reptile Database (13 février 2014) :
- Conopsis nasus nasus Günther, 1858
- Conopsis nasus labialis Tanner, 1961 - État de Chihuahua

## Publications originales
- Günther, 1858 : Catalogue of Colubrine Snakes in the Collection of the British Museum, London, p. 1-281 (texte intégral).
- Tanner, 1961 : A new subspecies of Conopsis nasus from Chihuahua, Mexico. Herpetologica, vol. 17, no 1, p. 13-18.